# Gærkrans
En gærkrans er en krans, sammensat af små stykker træ, som i gamle dages ølbrygning blev brugt til at samle gæren efter at øllet var gæret færdigt. Den blev lagt ned i øllet til sidst, og gæren samlede sig så i gærkransen, som blev taget op og hængt til tørre. Ved næste brygning kunne gæren så løsnes fra kransen ved at vride den let.